# ヒュンダイ・ヴェニュー
ヴェニュー（Venue, 베뉴）は、ヒョンデ自動車が製造しているサブコンパクトクラスのクロスオーバーSUV。

## 概要
先進国向けのコナおよび新興国向けのクレタの下に位置し、韓国のキョンチャ規格に準拠するキャスパーが登場するまではヒョンデ最小のSUVであった。車名のヴェニューは英語で「開催地」、「会場」を意味する。それまでヒョンデのSUVの車名には地名が採用されてきたが、その慣例から外れる車種となった。
わずか全長4mの車種であるが、安全性においてはIIHSの「2020トップセーフティーピック」を獲得している。

## 歴史

### 初代（2019年-、QX0型）
2019年4月17日、ニューヨーク国際オートショーで発表された。北米仕様車には直列4気筒 1.6L Smartstream Gエンジンが搭載され、 これにIVT（ヒョンデにおけるCVTの呼称）が組み合わせられる。当初は6速MTもラインナップにあったが販売不振でカタログから落とされた。
韓国市場や2019年9月から発売を開始したオーストラリア市場ではHC型アクセントの投入が見合わせられたため、これらの国々でのラインナップではヴェニューがヒョンデのエントリーモデルとなる。

#### インド仕様（QXI型）
2019年5月6日、チェンナイ工場で生産を開始し、21日に発表された。インド仕様は税制面で有利になるように全長は4m未満（3,995mm）に抑えられている。パワートレーンは直列4気筒 1.2L カッパⅡエンジンと5速MTのペア、直列3気筒 1.0L カッパⅡ T-GDI（直噴ターボ）と6速MTまたは7速DCTのペア、直列4気筒 1.5L U ディーゼルエンジンと6速MTのペアが設定される。2020年7月には1.0Lターボ車に6速iMT（クラッチレスMT）も新たに設定された。
インドでのヴェニューの販売は好調で、予約受付開始から60日で5万台のバックオーダーを抱え、発売から6ヶ月で5万台以上を販売した。